# Pablo Gabriel García
Pablo Gabriel García Pérez (Pando, 1977. május 11. –) uruguayi válogatott labdarúgó, középpályás és edző.

## Pályafutása

### Klubcsapatban
1996-ban a Montevideo Wanderersben kezdte a pályafutását, ahol egy évet töltött. 1997-ben Spanyolországba szerződött az Atlético Madrid B csapatához, ahol 2000-ig játszott, de két alkalommal is kölcsönadták. Az 1997–98-as szezonban a Real Valladolid, 1998-ban a Peñarol együttesénél szerepelt kölcsönben. 2000 és 2002 között a Milan játékosa volt. 2002-ben a Venezia csapatát erősítette kölcsönben. 2002-től 2005-ig az Osasuna labdarúgója volt. 2005 és 2008 között a Real Madrid színeiben 22 mérkőzésen lépett pályára. A 2006–07-es szezonban a Celta Vigónak, a 2007–08-as idényben a Real Murciának adták kölcsön. 2008-tól 2013-ig a PAÓK Szalonikiben játszott Görögországban. 2014-ben a Skoda Xánthiban fejezte be a pályafutását. 

### A válogatottban
1997 és 2007 között 66 mérkőzésen szerepelt az uruguayi válogatottban és 2 gólt szerzett. Részt vett az 1997-es konföderációs kupán, az 1999-es és a 2007-es Copa Américán, valamint a 2002-es világbajnokságon. ahol az uruguayiak összes mérkőzésén kezdőként lépett pályára.

### Edzőként
2015-ben a PAÓK utánpótlásában kezdte az edzősködést, majd 2020 és 2021 között a felnőtt csapatot is edzette. 2021 és 2023 között a PAÓK B csapatánál dolgozott. 2023 nyarán a Panszerraikósz csapatának vezetőedzőjének nevezték ki. 2024. május 11-én bejelentette, hogy távozik a klubtól. Még ugyanebben a hónapban az Atrómitosz menedzsere lett, miután egyéves szerződést írt alá. 2025. június 13-án nevezték ki az APÓEL edzőjének.

## Sikerei, díjai

### Klub
Osasuna
- Spanyol kupadöntős (1): 2004–05

### Válogatott
Uruguay
- Copa América ezüstérmes (1): 1999

### Menedzser
PAÓK PAE
- Görög kupa (1): 2020–21